# Vatos Locos
Vatos Locos (en anglais, Crazy Brothers) est un gang de rue. Les bandes qui utilisent ce nom sont actives dans plusieurs États américains, en Colombie et dans l'Union européenne.

## Description
Vatos Locos a été créé vers les années 1940 à Los Angeles par des Mexicains et des Mexicano-Américains, il n'a cessé de croître et ont étendu leur présence à New York et en Europe occidentale. Les membres de Vatos Locos se considèrent comme une « nation » au sein de laquelle certains aspects sont communs, on compte parmi leurs activités criminelles les actes d'intimidation envers des étudiants, le trafic et la consommation de drogues, les vols à main armée et les viols.